# Rue des États (Nancy)
Pour les articles homonymes, voir Rue des États.
La rue des États est une voie de la commune de Nancy, dans le département de Meurthe-et-Moselle, en région Grand Est.

## Situation et accès
La rue des États est sise au sein de la Vieille-ville de Nancy, à proximité de la basilique Saint-Epvre et du palais ducal. La voie, parallèle aux rues de Guise et Saint-Michel, appartient administrativement au quartier Ville-Vieille - Léopold.
Débutant à son extrémité orientale perpendiculairement à la Grande-Rue, la rue des États prend une direction générale est-ouest. Elle finit à l'intersection partagée avec la Place de l'Arsenal, sans croiser d'autre voie.

## Origine du nom
Le nom actuel de la voie, provient des « États Généraux de Lorraine », qui se déroulaient non loin de la rue des États, au Palais des Ducs de Lorraine.

## Historique
Dénommée « rue Notre-Dame » en 1551, la voie adopta ensuite le vocable de « rue du Fossé aux Chevaux » en 1572, à cause de l’existence d'un abreuvoir qui se situait à l'extrémité orientale de la voie, au croisement de la Grande-Rue. Après avoir été appelée « rue Reynette » en 1582, elle devint au XVIIe siècle la « rue des Morts », en conséquence du voisinage du cimetière du Terreau, qui fut à sa création l'unique cimetière de la Ville-vieille. À la Révolution, la voie pris ironiquement le nom de « rue des Bons-Vivants ». Elle prit sa dénomination actuelle le 7 février 1867.

## Bâtiments remarquables
- no 2 : immeuble, objet d'une inscription au titre des monuments historiques depuis 1944[2].